# Premio Biblioteca Breve
Premio Biblioteca Breve – hiszpańska nagroda literacka przyznawana przez wydawnictwo Seix Barral (imprintu Planeta Group) nieopublikowanej powieści w języku hiszpańskim. Zwycięzca wygrywa 30.000 euro oraz publikację swojego dzieła. Jest wręczana w lutym za pracę z poprzedniego roku. Nagroda była wręczana w latach 1958–1972. Po przerwie zaczęto ją przyznawać w 1999.

## Zwycięzcy po 1999
| Rok  | Powieść                            | Autor                   | Narodowość    | Przypis |
| ---- | ---------------------------------- | ----------------------- | ------------- | ------- |
| 1999 | En busca de Klingsor               | Jorge Volpi             | meksykańska   | [ 2 ]   |
| 2000 | Los impacientes                    | Gonzalo Garcés          | argentyńska   | [ 3 ]   |
| 2001 | Velódromo de invierno              | Juana Salabert          | hiszpańska    | [ 4 ]   |
| 2002 | Satanás                            | Mario Mendoza           | kolumbijska   | [ 5 ]   |
| 2003 | Los príncipes nubios               | Juan Bonilla            | hiszpańska    | [ 6 ]   |
| 2004 | La burla del tiempo                | Mauricio Electorat      | chilijska     | [ 7 ]   |
| 2005 | Una palabra tuya                   | Elvira Lindo            | hiszpańska    | [ 8 ]   |
| 2006 | La segunda mujer                   | Luisa Castro            | hiszpańska    | [ 9 ]   |
| 2007 | El séptimo velo                    | Juan Manuel de Prada    | hiszpańska    | [ 10 ]  |
| 2008 | El infinito en la palma de la mano | Gioconda Belli          | nikaraguańska | [ 11 ]  |
| 2009 | Corazón de napalm                  | Clara Usón              | hiszpańska    | [ 12 ]  |
| 2010 | El oficinista                      | Guillermo Saccomanno    | argentyńska   | [ 12 ]  |
| 2011 | Leonora                            | Elena Poniatowska       | meksykańska   | [ 13 ]  |
| 2012 | El jardín colgante                 | Javier Calvo            | hiszpańska    | [ 14 ]  |
| 2013 | Música de cámara                   | Rosa Regàs              | hiszpańska    | [ 15 ]  |
| 2014 | Ávidas pretensiones                | Fernando Aramburu       | hiszpańska    | [ 16 ]  |
| 2015 | La isla del padre                  | Fernando Marías Amondo  | hiszpańska    | [ 17 ]  |
| 2016 | El Sistema                         | Ricardo Menéndez Salmón | hiszpańska    | [ 18 ]  |
| 2017 | A cielo abierto                    | Antonio Iturbe          | hiszpańska    | [ 19 ]  |
| 2018 | Trilogía de la guerra              | Agustín Fernández Mallo | hiszpańska    | [ 1 ]   |
| 2019 | Días sin ti                        | Elvira Sastre           | hiszpańska    | [ 20 ]  |
| 2020 | Noche y océano                     | Raquel Taranilla        | hiszpańska    | [ 21 ]  |
| 2021 | Trigo limpio                       | Juan Manuel Gil         | hiszpańska    | [ 22 ]  |
| 2022 | Lugar seguro                       | Isaac Rosa              | hiszpańska    | [ 23 ]  |
| 2023 | La educación física                | Rosario Villajos        | hiszpańska    | [ 24 ]  |